# Neurhermes fangchengensis
Neurhermes fangchengensis är en insektsart som beskrevs av D. Yang et al. 2004. Neurhermes fangchengensis ingår i släktet Neurhermes och familjen Corydalidae. Inga underarter finns listade i Catalogue of Life.